# Männikkösaari (ö i Södra Karelen)
Männikkösaari är en ö i Finland. Den ligger i sjön Ala-Kivijärvi och i kommunen Luumäki i den ekonomiska regionen  Villmanstrands ekonomiska region  och landskapet Södra Karelen, i den södra delen av landet, 160 km nordost om huvudstaden Helsingfors. Öns area är 0,7 hektar och dess största längd är 140 meter i sydväst-nordöstlig riktning.